# Hemileuca slosseri
Hemileuca slosseri är en fjärilsart som beskrevs av Richard S. Peigler och Stone 1989. Hemileuca slosseri ingår i släktet Hemileuca och familjen påfågelsspinnare. Inga underarter finns listade i Catalogue of Life.